# Bredtveit

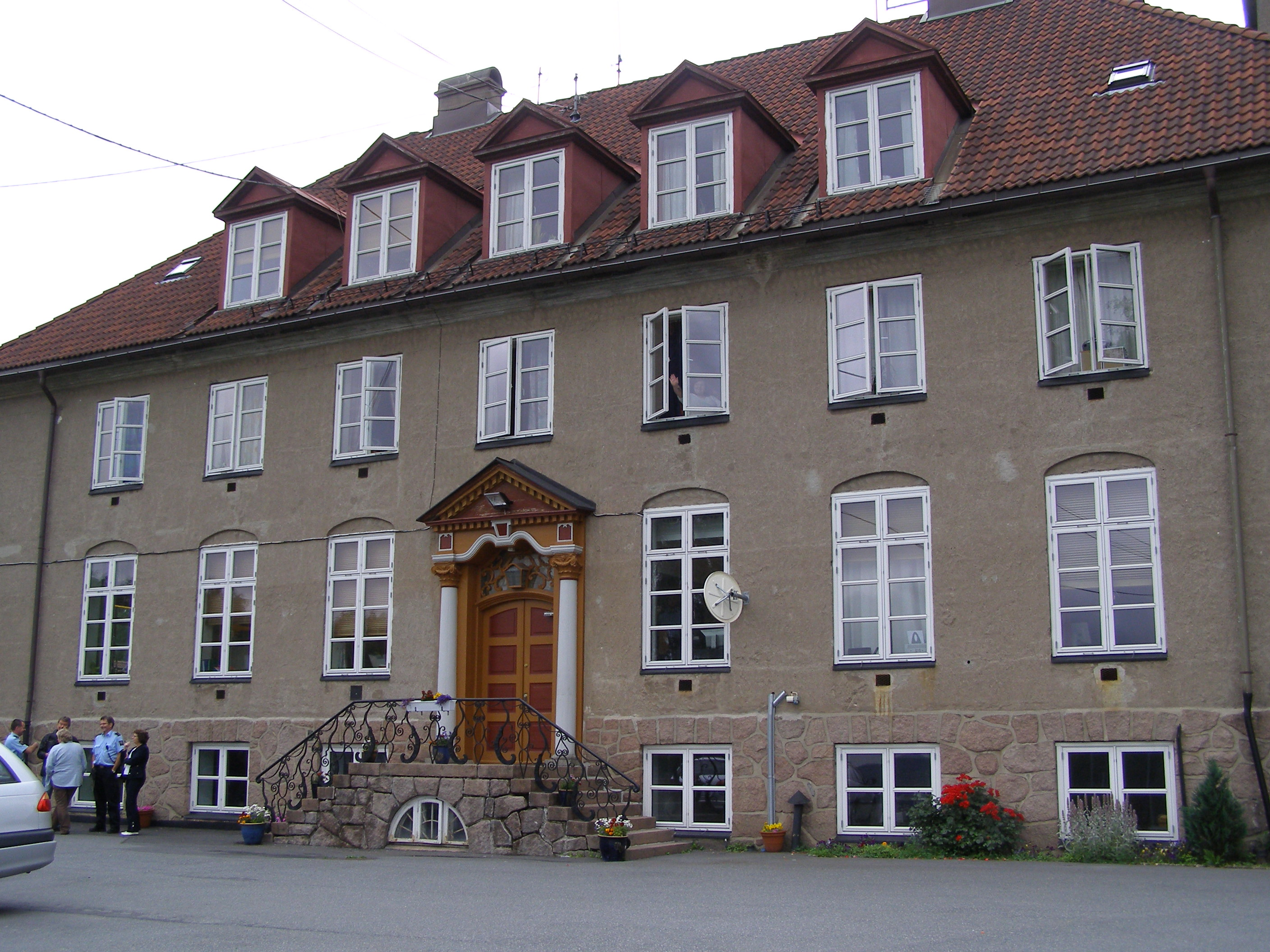
Bredtveit

Bredtveit fue un campo de concentración nazi situado en Noruega. Fue creado el 26 de octubre de 1942

## Historia
Bredtveit era una prisión de grandes dimensiones en donde la S.S. concentró a los varones judíos detenidos en la zona de Oslo. El 25 de noviembre de 1942 unos 530 judíos fueron encerrados en Bredtveit y un número no determinado de mujeres y niños fueron embarcados en el buque Danau y trasladados al puerto alemán de Stettin, en donde inmediatamente y por tren se les transportó a Auschwitz (Polonia) para ser exterminados.
Posteriormente otro buque cargado de judíos salió del puerto de Oslo para ser transportados a Auschwitz. Llegaron y fueron asesinados el 9 de diciembre de 1942.
- Datos: Q5733600
- Multimedia: Bredtveit fengsel / Q5733600